# 11e brigade parachutiste
Cet article possède un paronyme, voir 11e régiment parachutiste de choc.
Pour les articles homonymes, voir 11e brigade.
La 11e brigade parachutiste (11e BP) est une unité de l'Armée de terre française, à dominante infanterie, composée de troupes aéroportées, spécialisée dans le combat aéroporté et dans l'assaut par air. Sa vocation prioritaire est la projection dans l'urgence, afin de fournir une première réponse à une situation de crise. Unité d'élite de l'armée française, elle est commandée par un général de brigade dont l'état-major est basé à Balma, près de Toulouse. Ses soldats, marsouins, chasseurs, hussards, sapeurs, ou artilleurs portent un béret rouge (amarante) sauf les légionnaires du 2e REP dotés du béret vert.
La 11e division parachutiste, issue de la 11e division légère d'intervention (11e DLI), a été créée à partir des unités de la 10e division parachutiste et de la 25e division parachutiste, dissoutes à la suite du putsch des généraux lors de la guerre d'Algérie.

## Création et différentes dénominations
- 1er mai 1961 : création de la 11e division légère d'intervention (11e DLI)[1], à partir des unités des 10e et 25e DP dissoutes
- 1er décembre 1963 : création de la 11e division par fusion de la 11e division légère d'intervention et de la 9e brigade d'outre-mer[2] ;
- 1er avril 1971 : la 11e division devient la 11e division parachutiste (11e DP) ;
- Juin 1999 : la 11e division parachutiste devient la 11e brigade parachutiste (11e BP).

## Origines et histoire

### La11edivisionlégère d'intervention (1961-1963)

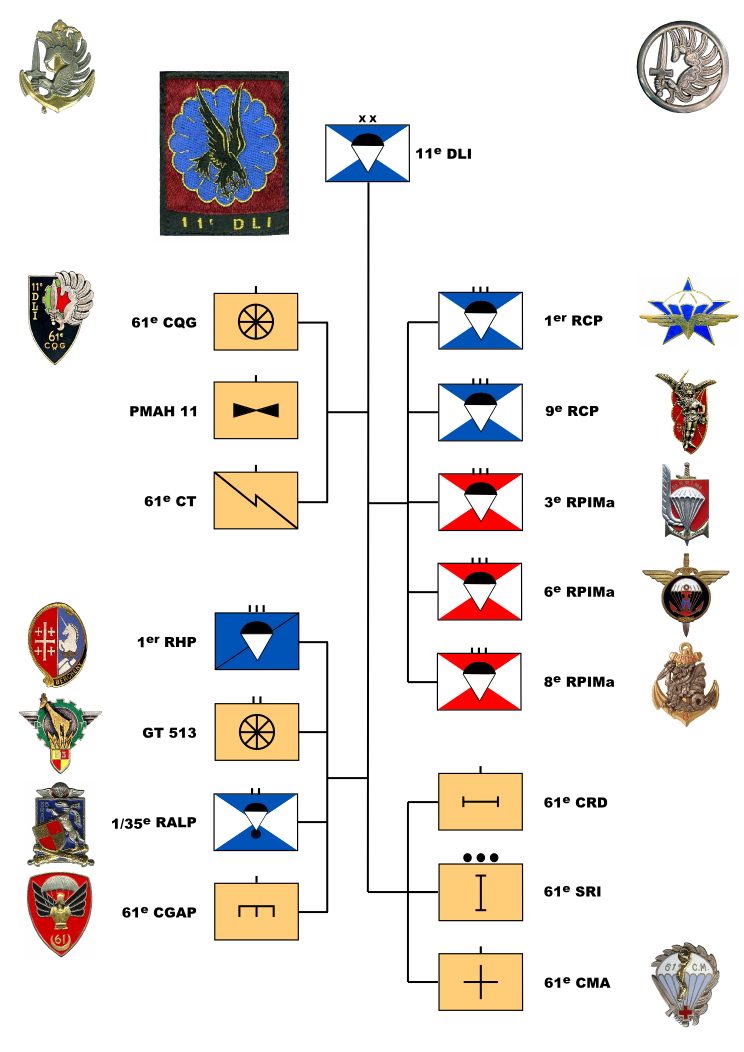
Organigramme de la 11e DLI le 1 mai 1961

La 11e DLI est créée le 1er mai 1961 en Algérie à partir des éléments des 10e et 25e divisions parachutistes, dissoutes à la suite du putsch des généraux, et de la 11e DI alors pressentie pour devenir la troisième division parachutiste. L'unité, commandée par le général Marzloff, rejoint la métropole le 1er juillet 1961. Le 1er août 1963 le 13e RDP quitte la division et prend garnison en Lorraine à Dieuze et Nancy.
De sa création au 30 novembre 1963, la 11e DLI est constituée des unités suivantes :
Éléments organiques et de soutien
- 61e compagnie de quartier général (61e CQG)
- 61e compagnie de transmission (61e CT)
- Peloton ALAT (PMAH 11)
- Groupe de transport 513 (GT 513)
- 61e compagnie de génie aéroporté (61e CGAP)
- 61e compagnie de réparation divisionnaire (61e CRD)
- 61e compagnie médicale (61e CMA)
- 61e section de ravitaillement d'intendance (61e SRI)

Infanterie parachutiste
- 1er RCP (1er régiment de chasseurs parachutistes)
- 3e RPIMa (3e régiment de parachutistes d'infanterie de marine)
- 6e RPIMa (6e régiment de parachutistes d'infanterie de marine)
- 8e RPIMa (8e régiment de parachutistes d'infanterie de marine)

Artillerie parachutiste
- 1/35e RALP

Cavalerie parachutiste
- 1er RHP (1er régiment de hussards parachutistes)

Il est à noter qu'il ne subsiste plus aucune unité de Légion au sein de la nouvelle division.
Le 1er octobre 1963 la division intègre la BOMAP (Base opérationnelle mobile aéroportée).

### La11edivision(1963-1971)

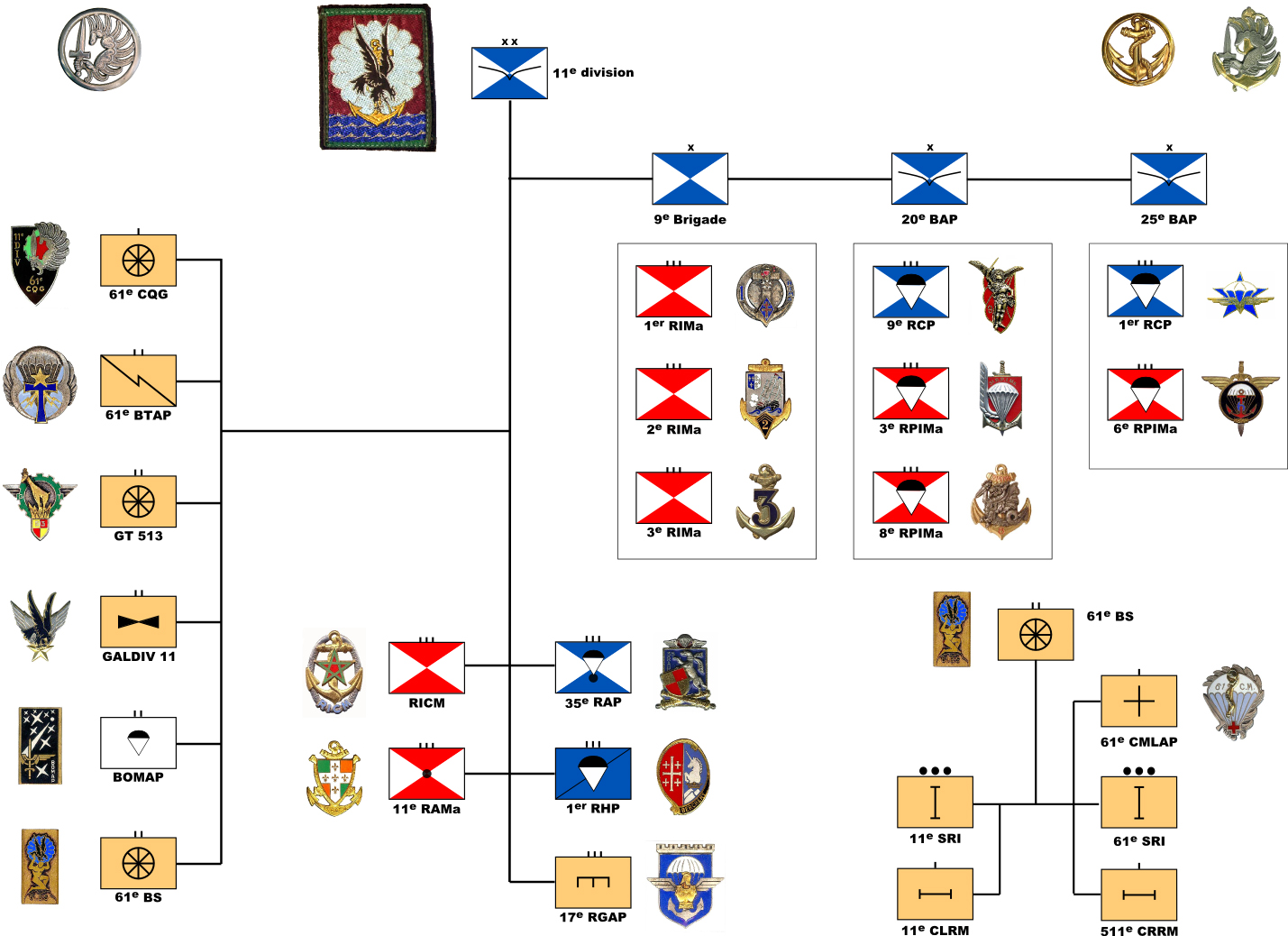
Organigramme de la 11e division le 1 juillet 1966

Le 1er décembre 1963, la 11e DLI fusionne avec la 9e brigade d'outre-mer et devient la 11e division. À partir de juillet 1966, l'unité, outre les éléments divisionnaires d'appui et de soutien, s'articule autour de trois brigades, la 9e brigade à Saint-Malo, la 20e brigade aéroportée à Toulouse et la 25e brigade aéroportée à Pau.
Un bataillon de soutien, le 61e BS, est créé le 1er février 1964 à Auch. Il supervise les services de santé et d'intendance de la division. En mars, c'est au tour du 61e BTAP d'être mis sur pied à Pau, afin de regrouper les compagnies de transmissions existantes.
En juillet 1966, la 11e division atteint un effectif de 16 000 hommes, se dote de 2 brigades qui regroupent les cinq régiments parachutistes (20e brigade à Toulouse et 25e à Pau). Elle est alors constituée des unités suivantes :
Éléments organiques et de soutien
- 61e compagnie de quartier général (61e CGQ)
- 61e bataillon de transmission aéroporté (61e BTAP)
- 1er RHP (1er régiment de hussards parachutistes)
- RICM (Régiment d'infanterie-chars de marine)
- 35e RAP (35e régiment d'artillerie parachutiste)
- 11e RAMa (11e régiment d'artillerie de marine)
- 17e RGAP (17e régiment du génie aéroporté)
- Groupe de transport 513 (GT 513)
- GALDIV 11 (groupe d'aviation légère de la 11e division)
- Poste de Commandement Air Mobile 50/351
- BOMAP (base opérationnelle mobile aéroportée)
- 61e bataillon de soutien (61e BS)
  - 61e CMLAP
  - 11e CLRM
  - 511e CRRM
  - 11e et 61e SEI

9e brigade d'outre-mer
- 2e RIMa (2e régiment d'infanterie de marine)
- 3e RIMa (3e régiment d'infanterie de marine)
- 409e BS (409e bataillon des services)

20e brigade aéroportée
- 9e RCP (9e régiment de chasseurs parachutistes)
- 3e RPIMa (3e régiment de parachutistes d'infanterie de marine)
- 8e RPIMa (8e régiment de parachutistes d'infanterie de marine)
- CLT no 5 (compagnie légère de transmission n°5)

25e brigade aéroportée
- 1er RCP (1er régiment de chasseurs parachutistes)
- 6e RPIMa (6e régiment de parachutistes d'infanterie de marine)
- CLT no 6 (compagnie légère de transmission n°6)

### La11edivisionparachutiste (1971-1979)

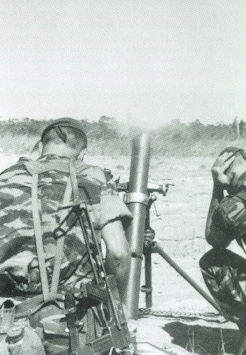
Mortier en action lors du sauvetage de Kolwezi.

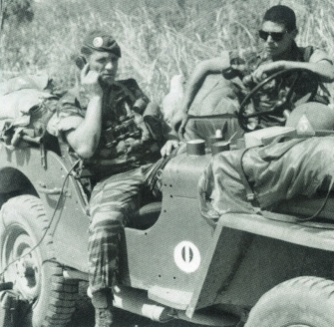
Un radio sur une jeep lors de l'opération Bonite.

La 11e division disparaît le 1er avril 1971 pour former la 11e division parachutiste à Toulouse. La 9e brigade d'outre-mer quitte la division et les 20e et 25e BAP deviennent respectivement les 1re et 2e BP (brigade parachutiste) et intègrent chacune un bataillon de soutien. Les trois régiments de cavalerie, génie et artillerie sont réorganisés en deux régiments interarmes d'appui qui conservent néanmoins leur nom d'origine (1er RH et 35e RA). Le 17e RGAP disparaît.
Le 1er juillet 1971, la 11e DP est constituée des unités suivantes :
Éléments organiques et de soutien
- 61e EQG (61e escadron de quartier général)
- 61e compagnie de transmission (61e CT)
- GALDIV 11 (groupe d'aviation légère de division)
- Poste de Commandement Air Mobile 50/351
- BOMAP (base opérationnelle mobile aéroportée)

1re brigade parachutiste
- 9e RCP (9e régiment de chasseurs parachutistes)
- 3e RPIMa (3e régiment de parachutistes d'infanterie de marine)
- 8e RPIMa (8e régiment de parachutistes d'infanterie de marine)
- 35e RA (35e régiment d'artillerie)
- 420e BCS (bataillon de commandement et de soutien) puis 420e BPCS à compter de 1977

2e brigade parachutiste
- 1er RCP (1er régiment de chasseurs parachutistes)
- 2e REP (2e régiment étranger de parachutistes)
- 6e RPIMa (6e régiment de parachutistes d'infanterie de marine)
- 1er RH (1er régiment de hussards)
- 425e BCS (bataillon de commandement et de soutien) puis 425e BPCS à compter de 1977

Le 1er août 1973 le 61e EQG et la 61e CT sont regroupés et forment le 61e BCT basé à Pau. Le 31 juillet 1977, le 61e BCT donne naissance au 14e RCTP (régiment de commandement et de transmissions parachutiste) basé à Toulouse.
Le 1er juillet 1974, le 17e RGP est recréé  et les deux régiments interarmes retrouvent peu après leurs spécificités et leurs appellations de 1er RHP et 35e RAP.
Le 1er août 1974, le 1er RPIMa est rattaché à la division.
Des unités appartenant aux 2e REP et 35e RAP  participent à l'opération Tacaud à partir de 1978 au Tchad.
Toujours en 1978, dans le cadre de la coopération militaire avec le Zaïre qui prévoit assistance et formation, le 2e REP est parachuté lors de l'opération Bonite, et participe avec les parachutistes belges au sauvetage de Kolwezi. Lors de cette intervention deux équipes du 13e RDP et une équipe du 1er RPIMa sont également employées pour l'observation et le renseignement.
À cette époque, la France dispose d'une force d'intervention de 20 000 hommes composée de la 11e DP, de la 9e DIMa et de forces navales et aériennes.

### La11edivisionparachutiste (1979-1991)

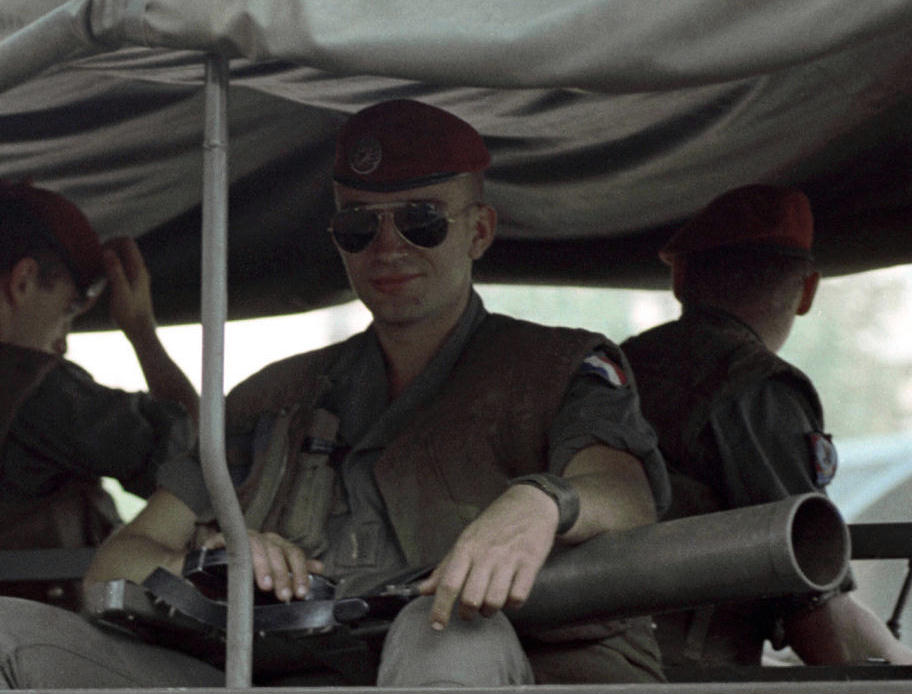
Parachutistes français de la Force multinationale de sécurité à Beyrouth avec un LRAC F1, 1 avril 1983.

En 1979, la 11e DP connaît une nouvelle restructuration : suppression des deux brigades et création d'un Groupement aéroporté (GAP) rassemblant les trois régiments parachutistes professionnalisés (2e REP, 3e et 8e RPIMa) ainsi qu'un bataillon de soutien (1er BPCS) créé à Albi. Les 420e et 425e BPCS, créés en 1977 en remplacement des 420e et 425e BCS, sont également dissous en 1979, tandis que le 14e RPCS est créé le 1er juillet 1979 en remplacement du 14e RCTP créé en 1977. En 1983, le 1er BPCS donne finalement naissance au 7e RPCS qui occupe les mêmes fonctions de soutien au sein du GAP. Le GAP a pour mission d'intervenir dans des délais extrêmement courts en opération extérieure : c'est l'échelon d'urgence au sein de la 11e DP.

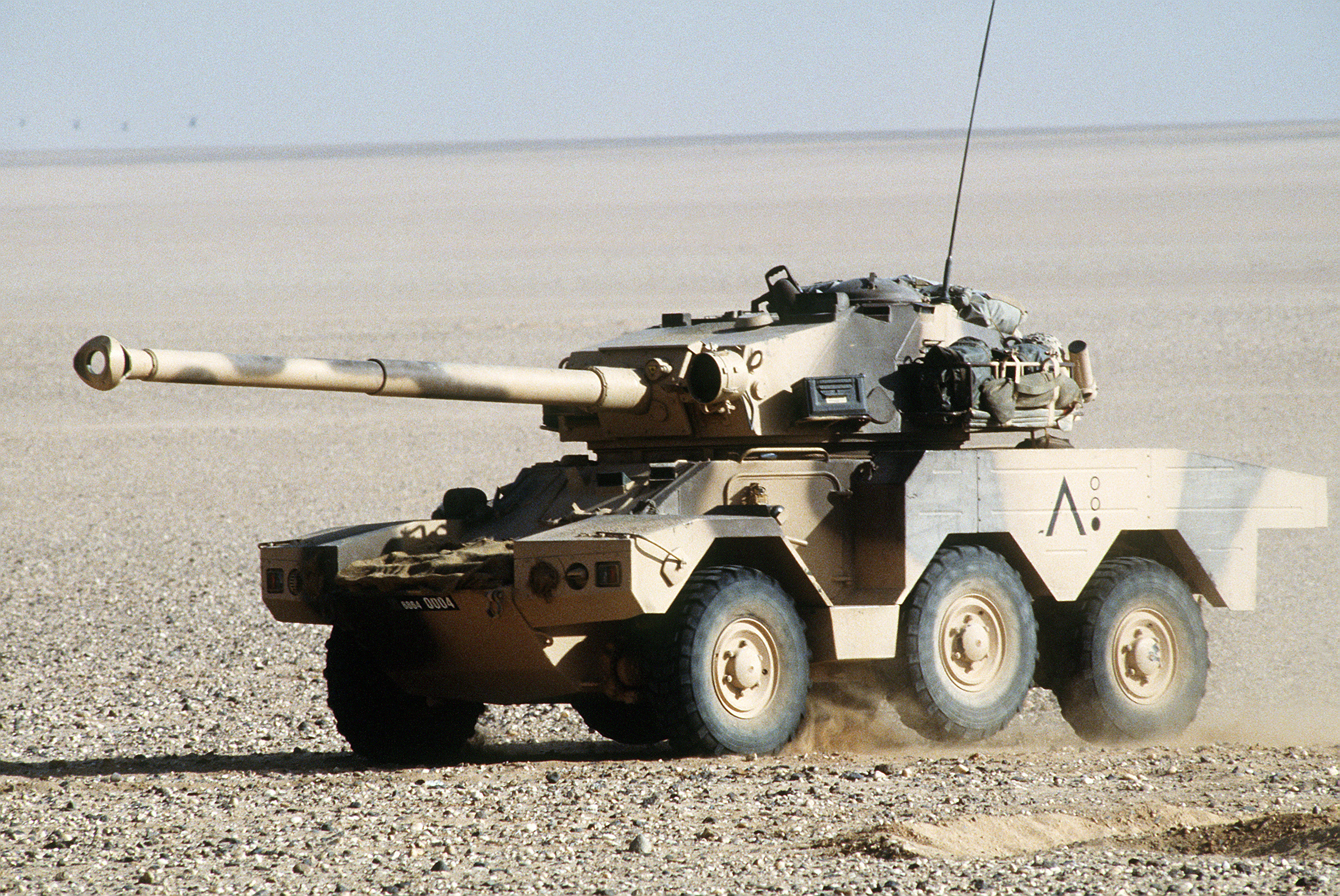
Panhard ERC-90 Sagaie du 1er régiment de hussards parachutistes en Arabie saoudite durant l'opération Daguet.

À partir de 1979, la 11e DP est constituée des unités suivantes :
Groupement aéroporté (GAP)
- 3e RPIMa (3e régiment de parachutistes d'infanterie de marine)
- 8e RPIMa (8e régiment de parachutistes d'infanterie de marine)
- 2e REP (2e régiment étranger de parachutistes)
- 1er BPCS (1er bataillon parachutiste de commandement et de soutien) puis 7e RPCS à compter de 1983

Autres régiments endivisionnés
- 1er RCP (1er régiment de chasseurs parachutistes)
- 9e RCP (9e régiment de chasseurs parachutistes)
- 1er RPIMa (1er régiment de parachutistes d'infanterie de marine)
- 6e RPIMa (6e régiment de parachutistes d'infanterie de marine)
- 1er RHP (1er régiment de hussards parachutistes)
- 35e RAP (35e régiment d'artillerie parachutiste)
- 17e RGP (17e régiment du génie parachutiste)
- 14e RPCS (14e régiment parachutiste de commandement et de soutien)
- BOMAP (base opérationnelle mobile aéroportée)

Le 23 octobre 1983, une compagnie du 1er RCP qui stationne au Liban dans le cadre de la force multinationale de sécurité à Beyrouth, est victime de l'attentat du Drakkar qui occasionne 55 tués dans ses rangs et 3 dans ceux du 9e RCP.

### La11edivisionparachutiste (1991-1999)
En 1991, alors que la Guerre froide se termine, de nouvelles restructurations touchent la 11e DP : le Groupement aéroporté (GAP) est dissous ainsi que le 7e RPCS d'Albi qui avait été créé en 1983 en remplacement du 1er BPCS.
À partir de 1991, la 11e DP est désormais constituée des unités suivantes :
- 1er RCP (1er régiment de chasseurs parachutistes)
- 9e RCP (9e régiment de chasseurs parachutistes)
- 1er RPIMa (1er régiment de parachutistes d'infanterie de marine)
- 3e RPIMa (3e régiment de parachutistes d'infanterie de marine)
- 6e RPIMa (6e régiment de parachutistes d'infanterie de marine)
- 8e RPIMa (8e régiment de parachutistes d'infanterie de marine)
- 2e REP (2e régiment étranger de parachutistes)
- 1er RHP (1er régiment de hussards parachutistes)
- 35e RAP (35e régiment d'artillerie parachutiste)
- 17e RGP (17e régiment du génie parachutiste)
- 14e RPCS (14e régiment parachutiste de commandement et de soutien)
- BOMAP (base opérationnelle mobile aéroportée)

La 11e division parachutiste, forte d'environ 12 000 hommes en 1996, voit ses effectifs progressivement fondre à 7 500 hommes avec la suspension du service militaire et la professionnalisation des armées entamée à partir de 1997. Cela entraîne la dissolution du 6e RPIMa de Mont-de-Marsan en 1998 et du 1er RCP de Souge en 1999, celui-ci étant immédiatement recréé en lieu et place du 9e RCP de Pamiers par changement d'appellation et de drapeau. La BOMAP et le 14e RPCS disparaissent également pour donner naissance au 1er RTP en 1999.

### La11ebrigadeparachutiste (de 1999 à aujourd'hui)
La 11e brigade parachutiste est fondée en 1999 à Balma (Quartier Balma-Ballon Toulouse), sur la base de la 11e division parachutiste à l'occasion de la restructuration des armées. Cette brigade est engagée en Afghanistan, en Afrique et dans les Balkans.

#### Afrique
La 11e BP, et notamment le 2e REP, participe à l'opération Licorne en Côte d'Ivoire.

#### Afghanistan

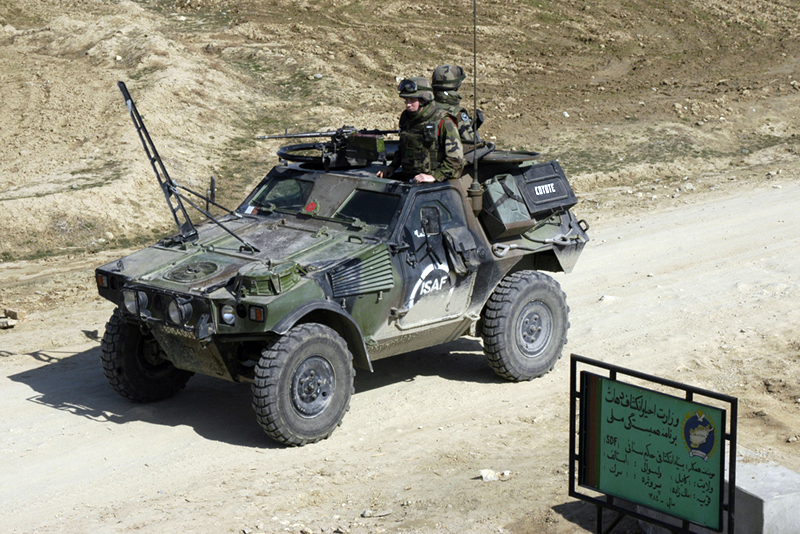
Un véhicule blindé léger du 1er régiment de hussards parachutistes en 2006 en Afghanistan.

La brigade parachutiste intervient en Afghanistan à partir de 2006 au sein du détachement français de la Force internationale de l'OTAN. Elle est relevée en septembre 2007 par les chasseurs alpins de la 27e BIM.
Le 18 août 2008, une section du 8e RPIMa perd neuf hommes lors de l'embuscade d'Uzbin.
Les paras du 1er RCP de la 11e BP, appartiennent à la première rotation. Les premiers départs ont déjà eu lieu, une première rotation dimanche 1er mai 2011 dans la région de Kâpîssâ, quatre autres vont suivre. Six cent cinquante militaires sont prévus pour une mission de sécurisation de zone.
Le 10 mai 2011, deux compagnies du 1er RCP, soit environ 200 hommes, commandés par le général Maurin, chef de la 11e BP, sont projetés sur place et s'envolent pour Nijrab dans l'est du pays pour une mission de six mois. 1 000 parachutistes sont alors engagés en Afghanistan, ils proviennent principalement de l'état-major de la 11e BP et du 1er RCP  et sont appuyés d'éléments du 1er RHP, du 17e RGP, du 35e RAP et du 1er RTP.
Pour préparer cette mission, la 11e BP a participé à un long entrainement en situation réelle, pour achever la préparation opérationnelle des militaires qui constitue l'état-major de la brigade La Fayette d'avril à octobre 2011. En Afghanistan, ces renforts servent de six mois à un an à Nijrab dans la province de Kâpîssâ (Nord) au sein du Groupement tactique interarmes de Kapisa.
En date du 20 juin 2011, la 11e BP est celle qui a subi le plus de pertes avec 18 tués en Afghanistan.

## La brigade aujourd'hui

### Subordinations
La 11e BP, seule brigade parachutiste de l'armée de terre française, est subordonnée à la 3e division.
Elle ne regroupe cependant pas l'ensemble des unités parachutistes françaises : le 1er régiment parachutiste d'infanterie de marine et le 13e régiment de dragons parachutistes sont en effet rattachés au commandement des actions spéciales terre tandis que le 14e régiment d'infanterie et de soutien logistique parachutiste fait partie de la brigade logistique et le 2e régiment parachutiste d'infanterie de marine, stationné en permanence outre-mer à l'île de la Réunion, est rattaché aux forces armées de la zone sud de l'océan Indien (FAZSOI).

### Composition

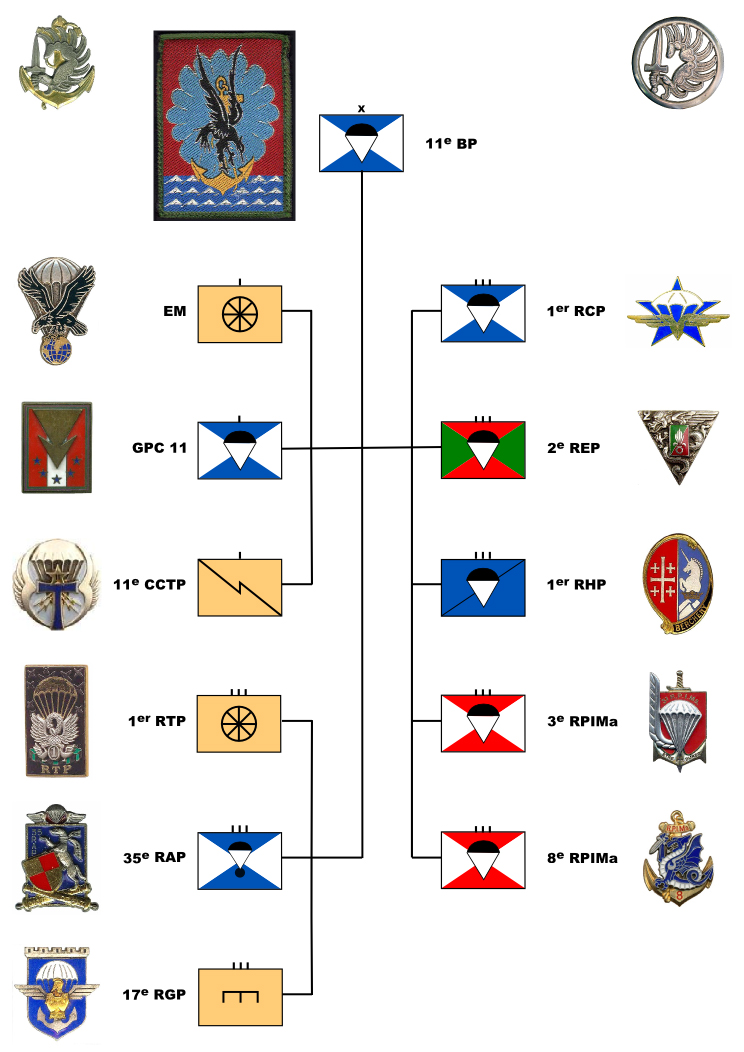
Organigramme actuel de la 11e BP

La 11e brigade parachutiste est une unité composée en majorité de fantassins (infanterie) qui dispose en outre d'éléments d'artillerie, de cavalerie légère, du génie et du train. Elle dispose notamment du groupement des commandos parachutistes (GCP 11).
Dans les années 2010, la brigade, localisée dans le sud-ouest de la France sauf pour le 2e REP, qui se trouve à Calvi en Corse, compte environ 7 500 hommes et femmes (en 2019 : 8 700 personnes d'active et 1 500 réservistes), répartis dans un état-major et huit régiments :
Commandement
- le général commandant la brigade et son état-major dont un PC aérolargable
- une compagnie de commandement et de transmissions parachutiste : 11e CCTP (Toulouse)

Renseignement
- Une batterie de renseignement brigade : BAS au 35e RAP (Tarbes)

Engagement/contact
- quatre régiments d’infanterie parachutiste : 
  - 1er RCP (1er régiment de chasseurs parachutistes) stationné au Quartier Capitaine Beaumont, à Pamiers, équipé de VAB,
  - 2e REP (2e régiment étranger de parachutistes) stationné au Camp Raffalli, à Calvi, équipé de VAB,
  - 3e RPIMa (3e régiment de parachutistes d'infanterie de marine) stationné à la Caserne Laperrine, à Carcassonne, équipé de VAB,
  - 8e RPIMa (8e régiment de parachutistes d'infanterie de marine) 8e RPIMa stationné au Quartier Fayolle, à Castres, équipé de VAB,
- un groupement de commandos parachutistes (GCP) : 200 commandos issus des régiments,
- un régiment de cavalerie blindée parachutiste : 1er RHP (1er régiment de hussards parachutistes) stationné au Quartier Larrey, à Tarbes, équipé d'AMX 10 RC.

Appui
- par les feux : 35e RAP (35e régiment d'artillerie parachutiste) stationné au Quartier Soult, à Tarbes, équipé de canon automoteurs CAESAR,
- par l’aide à la mobilité : 17e RGP (17e régiment du génie parachutiste) stationné au Quartier Doumerc, à Montauban, équipé de VAB génie,
- à la mise à terre : 1er RTP (1er régiment du train parachutiste), stationné au Quartier Colonel Edme, à Toulouse.

Formation
- École des troupes aéroportées - ETAP (Pau),
- 11e régiment parachutiste d'instruction et d'entraînement (Caylus),
- Centre délégué à la livraison par air (Toulouse-Francazal).

### Missions
La 11e BP est une brigade légère et mobile, capable en cas d'urgence, d'être projetée dans le monde entier après un court préavis afin de répondre à une situation de crise. Elle est spécialisée dans le combat aéroporté et l'assaut par air.

### Matériels

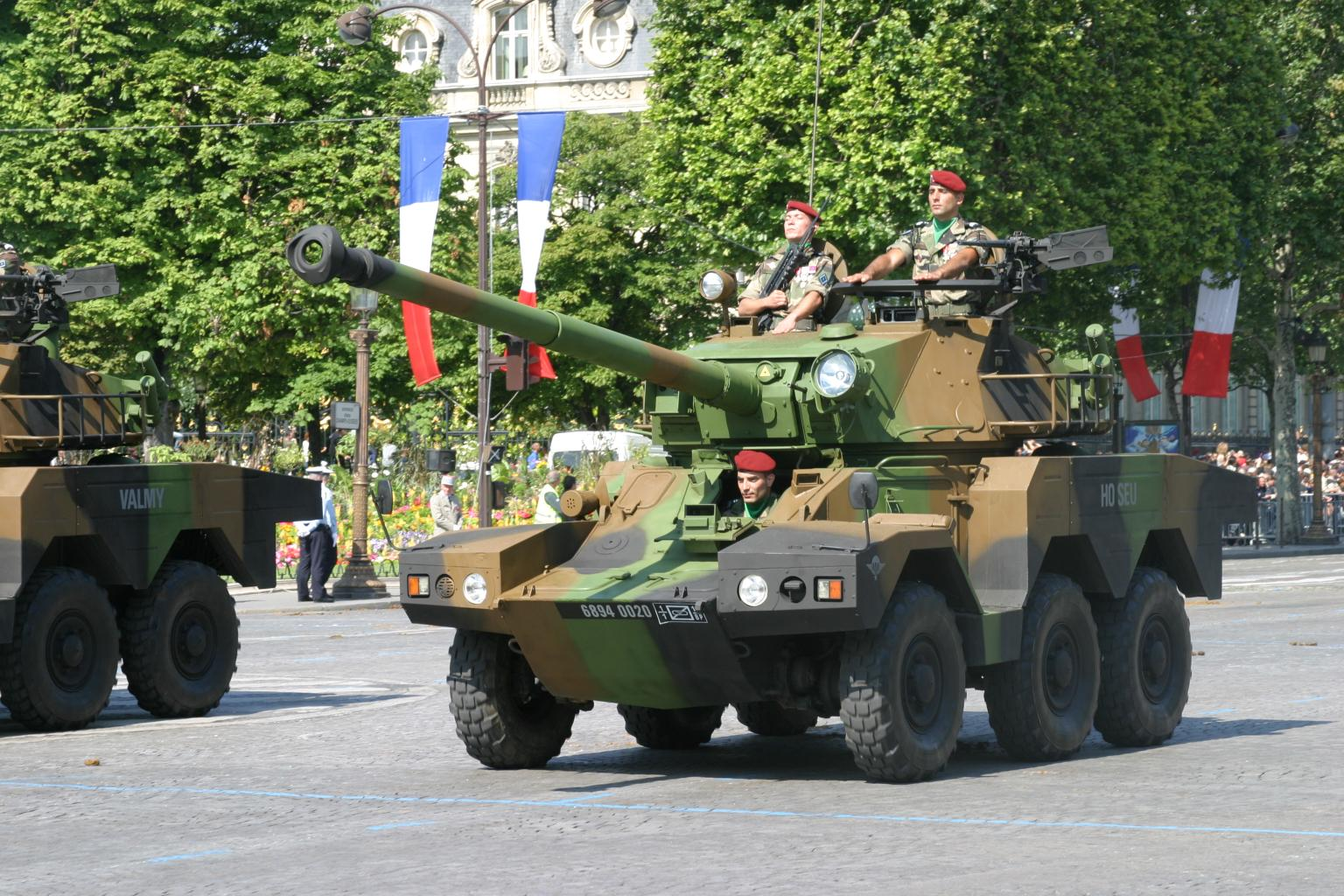
ERC-90 Sagaie du 1er RHP.

#### Véhicules
- Engin à Roues Canon de 90 mm (ERC-90 Sagaie)
- Véhicule Blindé Léger Panhard (VBL)
- Véhicule de l'Avant Blindé (VAB)
- Véhicule aéromobile logistique Auverland A3F (VAL)
- Petit véhicule protégé (PVP)
- Véhicule Léger Tout Terrain Peugeot P4 (VLTT P4)
- Véhicule Léger de Reconnaissance et d'Appui (VLRA)
- Camions TRM 2000 20 mm
- Véhicule de Transport Logistique (VTL)
- Tracto-chargeur TC 910
- Mini benne TWAITES TND3
- Bouteur chenillé Caterpillar D3 aérotransportable

#### Armement

##### Artillerie
- Camion équipé d'un système d'artillerie (Caesar) de 155 mm
- Mortier de 120 mm Rayé Tracté Modèle F1
- Système d'arme sol-air MISTRAL

##### Collectif d'infanterie
- Mortier de 81 mm LLR
- Poste de tir de Missiles antichar Milan
- Poste de tir de Missiles antichar Eryx

##### Individuel d'infanterie
- Lance-roquette anti-char de 84 mm AT4 CS
- Mitrailleuse légère Minimi
- Lance Grenade Individuel (modèle F1)
- Fusil de précision de 12,7 mm PGM Hécate II
- Fusil de précision FRF2
- FN SCAR-H
- Fusil d'assaut Famas F1*
- Fusil d'assaut HK416

### Stationnement
Les unités de la 11e BP sont toutes implantées dans le sud-ouest de la France (Tarbes, Pamiers, Castres, Carcassonne, Montauban, Toulouse, Pau et Caylus) excepté le 2e REP qui est stationné à Calvi en Corse.
Le quartier général Niel et l'état major de la brigade sont situés à Toulouse au Quartier Balma-Ballon.

## Traditions

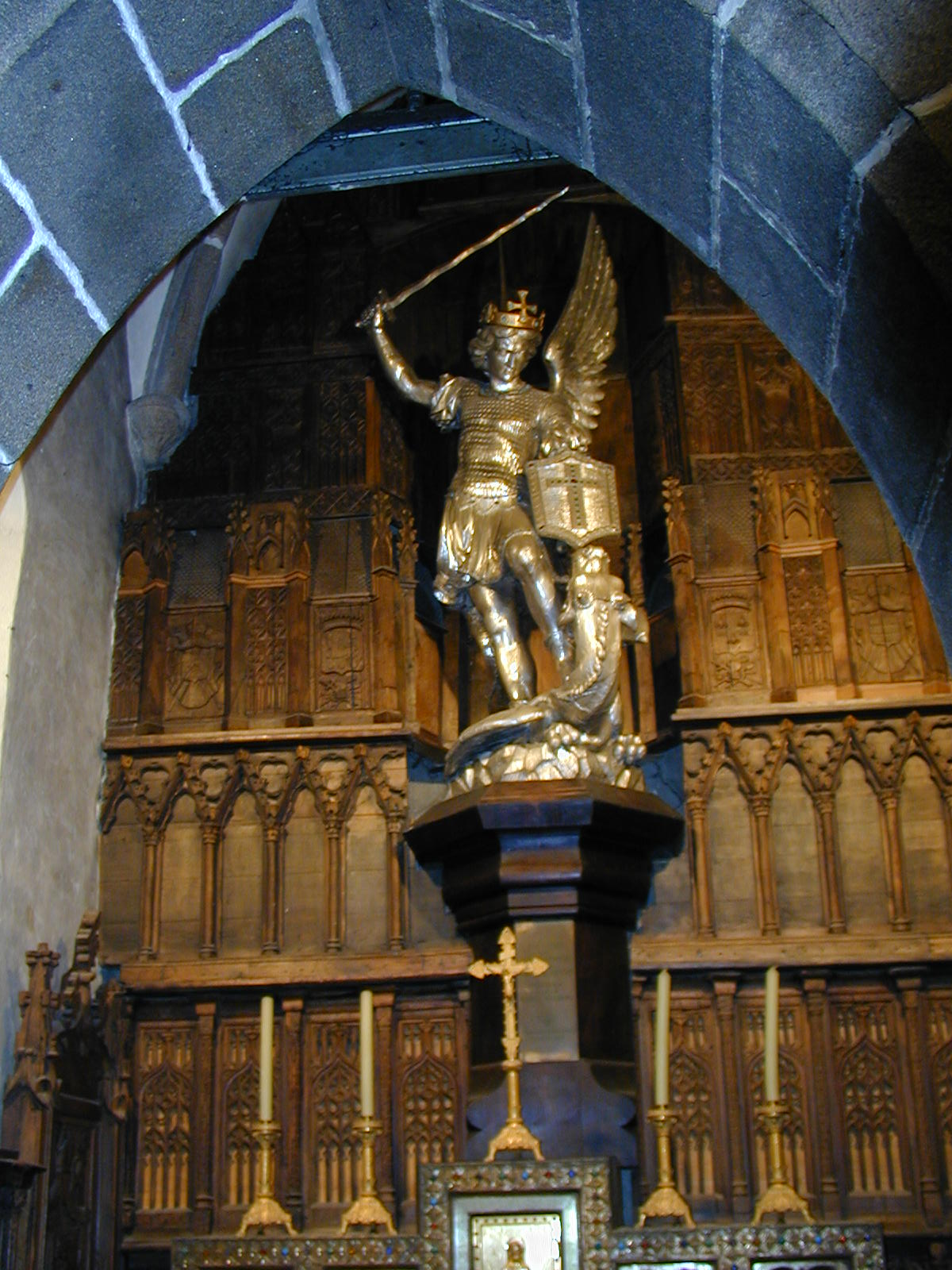
Statue de saint Michel.

Excepté les légionnaires du 2e REP qui ont conservé le béret vert de la Légion étrangère, tous les parachutistes de la 11e brigade portent le béret rouge. Le béret rouge du 1er RHP est quelque peu différent : il porte sous l'insigne métropolitain la broderie « hongroise » des hussards.

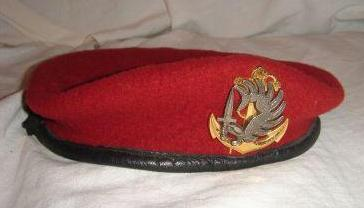
Béret rouge (amarante) portant l'insigne des parachutistes des troupes de marine.

L'archange Saint Michel, patron des parachutistes français, est fêté le 29 septembre.
La prière du para, écrite par l'aspirant André Zirnheld en 1938.

### Devise
Sa devise est : "Droit Devant". Le groupe de soutien de la 11e Brigade de parachutistes (11e BP) est équipé du National Emergency Echelon of the Airborne Force (ENU TAP) et est vigilant dans la Quick Response Force (QRF TAP).
- Devise de l'École des Troupes Aeroportées (ÉTAP) : "Par le ciel pour servir"
- Devise du 1er RHP : Omnia si perdas famam servare memento (si tu as tout perdu, souviens toi qu'il te reste l'honneur)
- Devise du 3e RPIMa : "Être et durer"
- Devise du 8e RPIMa : "Volontaire"
- Devise du 2e REP : More Majorum (À la manière des anciens)[18]
- Devise du 17e RGP : "Sapeur suis, para demeure"
- Devise du 35e RAP : "Droit devant"
- Devise du 1er RTP : "Par le ciel, partout, pour tous"
- Devise du 1er RCP : "Vaincre ou mourir".

### Insignes

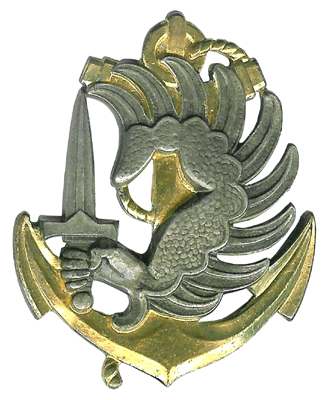
Insigne de béret des parachutistes des troupes de marine.
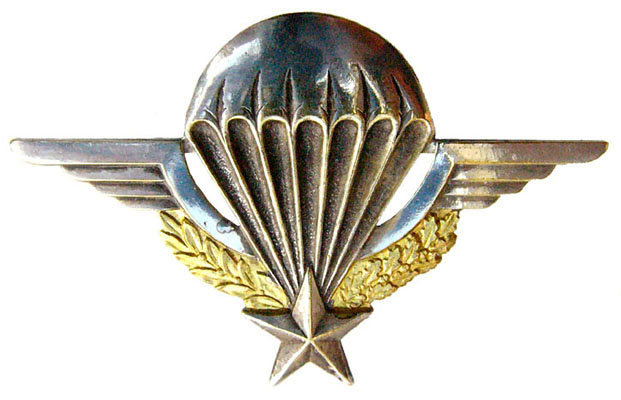
Brevet militaire de parachutiste de l'armée française.

De même que le brevet militaire de parachutiste, l’insigne de béret des troupes aéroportées de l’Armée de terre a été créé en 1946. L'insigne de béret, inscrit dans un cercle, présente un « dextrochère emplumé et armé », c’est-à-dire un bras droit en forme d’aile stylisée, la main serrant un glaive pointé vers le haut. L'insigne fait référence au patron des parachutistes. En effet, il symbolise le « Bras armé de Saint-Michel », l'Archange étant pour sa part, selon la liturgie, le « Bras armé de Dieu ». Cet insigne est le symbole du combat céleste et de la fidélité à des missions supérieures.
L'insigne de béret des parachutistes des troupes de marine présente en plus, en fond d'insigne, une ancre de marine.

### Chants
- Chant du 6e RPIMa,
- Nos anciens du Liban,
- Les combats de Tu-Lê,
- La prière du Para,
- L’hymne des troupes de Marines,
- Le chant des marais,
- Pour la France en danger.

## Commandants de l'unité

### 11eDLI
- 1961 - 1963 : général Marzloff
- 1963 - 1963 : général Boussarie

### 11edivision
- 1963 - 1965 : général  Boussarie
- 1965 - 1966 : général Lalande
- 1967 - 1969 : général de Seguins Pazzis
- 1969 - 1971 : général Lefort

### 11eDP
- 1971 - 1971 : général Lefort
- 1971 - 1973 : général Compagnon
- 1973 - 1975 : général Le Borgne
- 1975 - 1977 : général de Foïard
- 1977 - 1979 : général Lacaze
- 1979 - 1981 : général Jacques Lemaire[19]
- 1981 - 1983 : général Schmitt
- 1983 - 1985 : général Brette
- 1985 - 1987 : général Chazarain
- 1987 - 1989 : général Guignon
- 1989 - 1991 : général Michel de Courrèges
- 1991 - 1993 : général Germanos
- 1993 - 199x : général Gobilliard
- 1994 - 1996 : général Godinot
- 1996 - 1998 : général Soubirou
- 1998 - 1999 : général Valentin

### 11eBP
- 1999 - 2001 : général Henri Poncet
- 2001 - 2002 : général Christian Damay
- 2002 - 2004 : général Emmanuel Beth
- 2004 - 2006 : général Jacques Lechevalier
- 2006 - 2008 : général Jean-Marc Duquesne
- 2008 - 2010 : général Jean-Pierre Bosser
- 2010 - 2011 : général Emmanuel Maurin
- 2011 - 2013 : général Patrice Paulet
- 2013 - 2015 : général Olivier Salaün
- 2015 - 2017 : général Eric Bellot des Minières
- 2017 - 2019 : général Patrick Collet
- 2019 - 2021 : général Jacques Langlade de Montgros
- 2021 - 2023 : général Benoît Desmeulles
- 2023 - 2025 : général Frédéric Danigo
- 2025 - 2026 : général Renaud Rondet